# Сиваш
Сива́ш или Гнило море (на украински: Сиваш, Гниле Море; на кримскотатарски: Sıvaş, Çürük Deñiz, Съваш, Чюрюк Дениз) е залив в западната част на Азовско море. През него преминава границата между украинските Автономна република Крим и Херсонска област, които понастоящем се намират под руска окупация. Името Сиваш в превод от кримскотатарски език означава кал, мръсотия.

## География
Сиваш е отделен от Азовско море посредством дълга и тясна пясъчна коса, наречена Арабатска стрелка (ширина от 270 m до 8 km). Съединява се с него посредством два протока. Северният е Геническия проток, а южно от него е и вторият проток Промоин. В най-западната част заливът мие бреговете на Перекопския провлак, който го отделя от Черно море. Тесният Чонгарски проток го разделя на две части източна и западна. Състои се от 11 по-малки солени и силно солени заливчета. Дължината му е 112 km, а ширината от 2 до 35 km.
Площта на залива е около 2560 км². Той е изключително плитък. Най-голямата му дълбочина е около 3 метра, но средната му дълбочина е едва 0,5 – 1,0 метра. В летните месеци водата силно се нагрява и отделя миризма на гнило. Поради тази причина често се нарича и Гнило море. Поради интензивното изпарение водата в залива е с висока соленост. Около 100 км² от общата площ на залива се пада на островчета, а още 560 км² представляват участъци, които периодично са покрити с вода.
Водния приток се подхранва от водите на Азовско море и в много слаба степен от реките и потоците вливащи се в него. Бреговете му са ниски, плоски и блатисти. През лятото се покриват с ивици от сол.
Дъното е покрито със слой кал с дебелина около 5 метра. Солеността варира от 22 ‰ на север до 87 ‰ на юг. Водите на залива са богати на хлорни съединения, натрий, магнезиев бромид, магнезиев сулфат и други соли.
Общите запаси от сол представляват около 200 млн.тона. По бреговете на залива са построени заводи за добив на сол, минерални соли и производство на фосфатни торове.
Най-западната част на залива прилежаща към Перекопския провлак е отделена от Сиваш с дамба и се трансформира в гигантски септичен резервоар на химически отпадъци заедно с няколко езера от провлака.

## Флора
Водите на залива могат да придобият червеникав оттенък, който се дължи на устойчивите на сол микроводорасли Dunaliella salina.
Източните части са с по-ниска соленост и са подходящи за развитието на тръстикови и други влаголюбиви растения.
Големите острови в централната част на Сиваш са покрити със степна растителност като коило, лалета, пелин, салвия, Гребеновиден житняк (на латински: Agropyron cristatum), власатка.
Бреговете на залива са обрасли от соленоустойчиви растения като солянка (на латински: Salicornia), Димитровче (род) (на латински: Tripolium), живовляк, гърлица, лобода.
На територията на Херсонска област в северната част от акваторията на залива и на коса Бирючий остров в западната част на Азовско море на площ от 52 154 хектара е разположен Азово-Сивашкият национален природен парк (Азово-Сиваський національний природный парк), създаден на 25 февруари 1993 г.